# Eleccions legislatives hongareses de 1994
Les eleccions legislatives hongareses de 1994 se celebraren el 8 i 29 de maig de 1994 per a renovar els 386 membres de l'Assemblea Nacional d'Hongria. La participació en la primera volta fou del 68,92%, i a la segona del 55,12%. El partit més votat fou el Partit Socialista Hongarès i Gyula Horn fou nomenat primer ministre d'Hongria.

## Resultats
| Resum dels resultats electorals de 8 i 29 de maig de 1994 a l'Assemblea Nacional d'Hongria (Országgyűlés) |                            |                                 |                            |                                 |        |                      |                     |
| Partit | Nombre de Vots (1ª vuelta) | Percentatge de vots (1ª vuelta) | Nombre de vots (2ª vuelta) | Percentatge de vots (2ª vuelta) | Escons | Percentatge d'escons | Paper al parlament  |
| Partit Socialista Hongarès (Magyar Szocialista Párt, MSZP)                                                | 1 781 867                  | 32,99%                          | 1 935 719                  | 45,16%*                         | 209    | 54,15%               | govern              |
| Aliança dels Demòcrates Lliures (Szabad Demokraták Szövetsége, SZDSZ)                                     | 1 066 074                  | 19,74%                          | 1 222 251                  | 28.51%*                         | 69     | 17,62%               | govern              |
| Fòrum Democràtic Hongarès (Magyar Demokrata Fórum, MDF)                                                   | 633 957                    | 11,74%                          | 639 866                    | 14,93%                          | 38     | 9,84%                | oposició            |
| Partit dels Petits Propietaris (Független Kisgazdapárt)                                                   | 476 416                    | 8,82%                           | 253 283                    | 5,91%                           | 26     | 6,74%                | oposició            |
| Partit Popular Democristià (Kereszténydemokrata Néppárt)                                                  | 379 573                    | 7,03%                           | 126 616                    | 2,95%**                         | 22     | 5,70%                | oposició            |
| Fidesz – Unió Cívica Hongaresa (Fidesz - Magyar Polgári Szövetség)                                        | 379 295                    | 7,02%                           | 29 391                     | 0,69%**                         | 20     | 5,18%                | oposició            |
| Partit Comunista dels Treballadors Hongarès (Magyar Kommunista Munkáspárt)                                | 172 117                    | 3,19%                           | 6 268                      | 0,15%**                         | —      | —                    | sense representació |
| Aliança Agrària (ASZ)                                                                                     | 113 405                    | 2,10%                           | 14 544                     | 0,34%**                         | 1***   | 0,26%                | govern***           |
| Independents                                                                                              | 122 190                    | 2,26%                           | 20 134                     | 0,47%**                         | —      | —                    | sense representació |
| Altres partits (1a volta: 29, 2a volta: 2)                                                                | 441 318                    | 8,17%                           | 27 030                     | 0,71**                          | —      | —                    | sense representació |
| Total | 5 401 687                  | 100%                            | 4 286 597                  | 100%                            | 386    | 100%                 | —                   |

* Per la gran quantidad de candidats que es retiraren a favor seu.

** Por la gran cantidad de candidatos que es retiraren a favor d'altres partits.

*** Oficialment independent, però entrà en el govern pels acords electorals amb els socialistes.